# Nana (powieść)

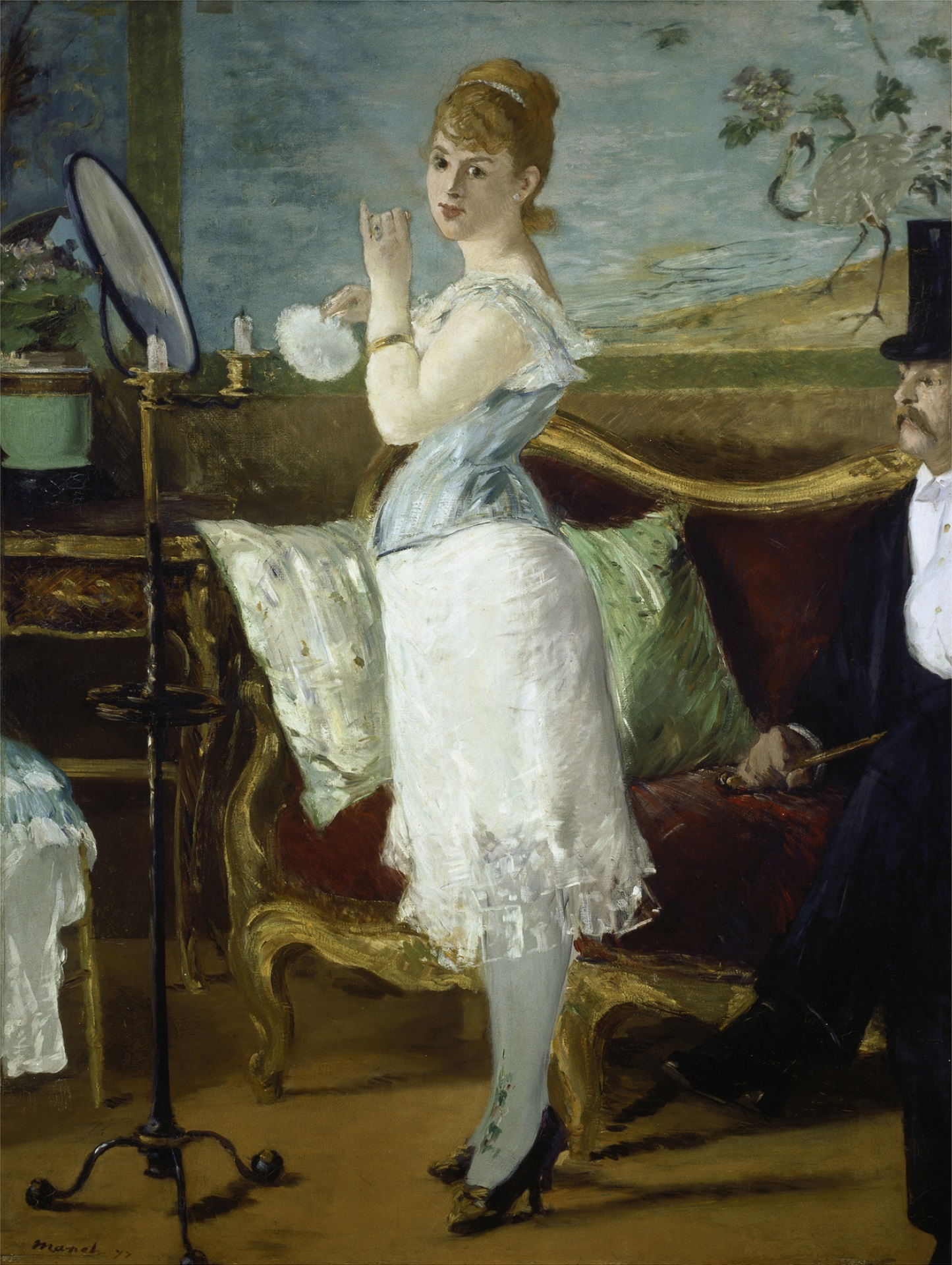
Obraz Edouarda Maneta Nana

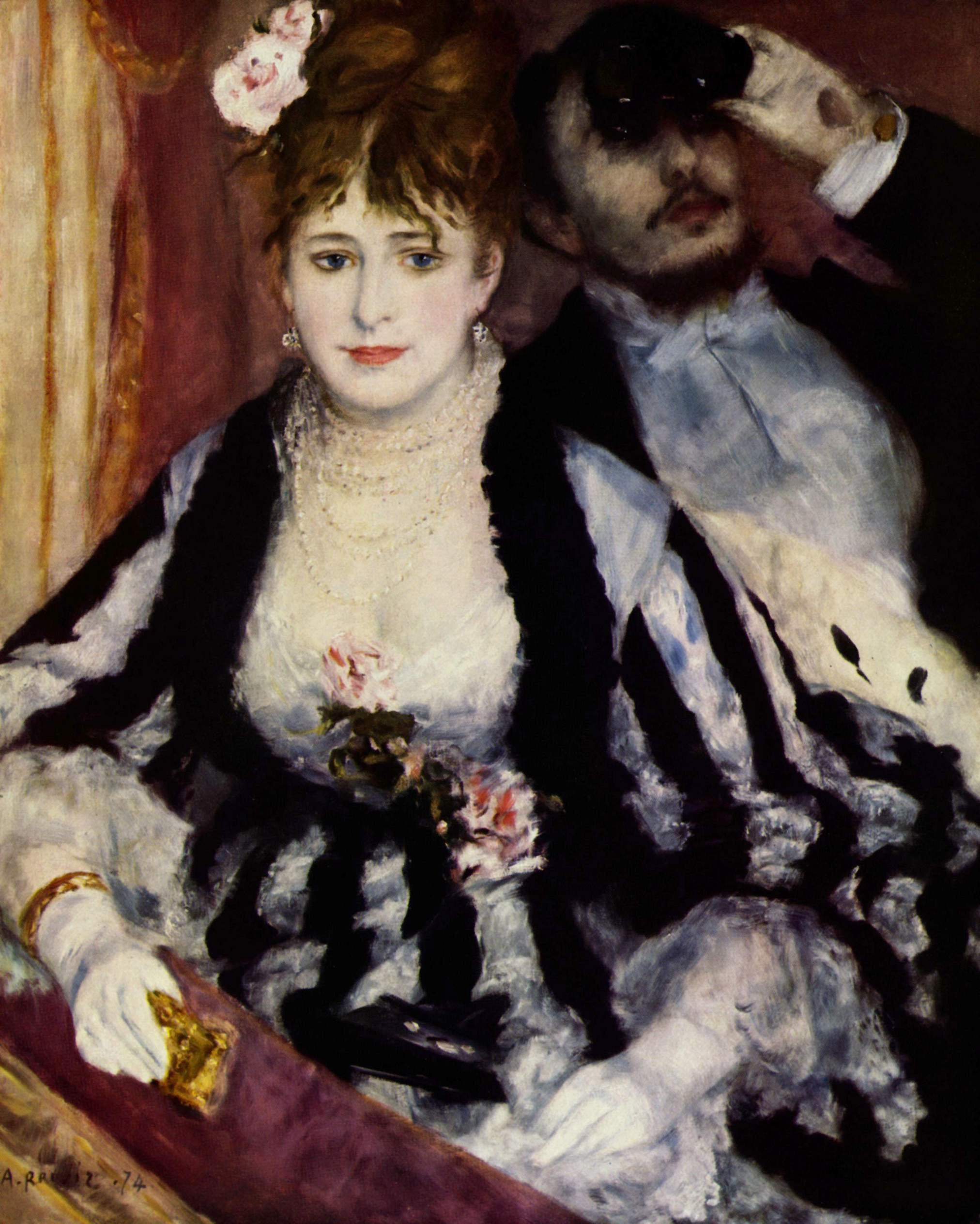
Obraz Renoira Loża, reprodukowany jako ilustracja w pierwszych wydaniach Nany

Nana – powieść francuskiego pisarza, naturalisty, Émile’a Zoli, dziewiąty tom cyklu Rougon-Macquartowie, opublikowany w 1880, poświęcony losom Anny Coupeau zwanej Naną. Jedna z najbardziej znanych części cyklu, studium życia prostytutki, a zarazem obraz średnich i wyższych sfer Paryża czasów II Cesarstwa. Autor określił ją mianem poematu samczych pożądań.

## Treść
Utwór rozpoczyna przedstawienie w Teatrze Variétés, w którym osiemnastoletnia Nana gra główną rolę Wenus. Chociaż jej umiejętności aktorskie są żadne, dziewczyna zdobywa sławę w całym mieście, gdyż w trzecim akcie wystąpiła całkowicie naga. Z prostytutki niskiej kategorii, występującej w spelunach najgorszych paryskich dzielnic, staje się rozchwytywaną kurtyzaną, której pożądają najwięksi panowie w mieście. Nana staje się przyczyną kolejnych nieszczęść, upadków fortun i osobistych dramatów – jej kolejni kochankowie rujnują się dla niej i tracą wszystko. Filip Hugon trafia do więzienia za kradzież, jakiej dokonał dla Nany, jego młodszy brat przeżywa do niej swoją pierwszą miłość i popełnia samobójstwo odkrywszy jej charakter, bankier Steiner bankrutuje za sprawą spełniania kolejnych zachcianek Nany, to samo spotyka znanego hodowcę koni Vandeuvresa, hrabia Muffat traci rodzinę i reputację, zaś dziennikarz Fauchery najpierw ją porzuca i opisuje w miażdżącym artykule, by wrócić do niej i również stracić cały majątek.
W finale powieści Nana znika, krążą o niej plotki, iż wyjechała z rosyjskim księciem, a całe miasto zajmuje się nadchodzącą wojną z Prusami. Tymczasem Nana w podłym hoteliku, potwornie oszpecona, umiera na ospę.

## Okoliczności powstania utworu
Pierwotny plan cyklu Rougon-Macquartowie nie zawiera osobnej powieści o kurtyzanie. Do wyodrębnienia problemu prostytucji z powieści o robotnikach przekonała jednak Zolę popularność tego tematu, poruszanego w jego czasach wielokrotnie, na ogół jednak w utworach niskich lotów, taniej pornografii lub łzawych romansach. Powieść miała być dopełnieniem Zdobyczy, dokończeniem obrazu zepsucia moralnego wyższych sfer epoki II Cesarstwa. Autor miał bardzo niewielkie doświadczenia osobiste związane ze światem kurtyzan i półświatkiem paryskim, dlatego w pisaniu powieści istotną rolę odegrało wielu, często przypadkowych informatorów.

## Metaforyczne przesłanie
Postać Nany zawierała podwójne przesłanie symboliczne, odnoszące się do poglądów politycznych autora. Częściowe wytłumaczenie jednego z nich zawierał napisany przez jednego z bohaterów, Fauchery’ego, artykuł prasowy zatytułowany Złota mucha i porównujący Nanę, pozornie piękną, do muchy przenoszącej zarazę i nieszczęście. Nana miała symbolizować niższe klasy społeczne cesarstwa, marginalizowane i wykorzystywane, które jednak mogą potwornie zemścić się na świecie wyższym, do którego nigdy nie zostaną dopuszczone. Dodatkowo w postaci Nany, triumfującej i magnetycznej cielesności, Zola powraca do motywu płciowości jako jednego z głównych motorów poczynań człowieka, skłaniającego go wręcz do działań absurdalnych i pociągających za sobą fatalne konsekwencje. Szczególnie silny ten pociąg jest zdaniem autora u upadłej moralnie burżuazji, której rola społeczna została całkowicie zrealizowana, a w związku z tym jej przedstawiciele skazani są na postawę dekadencką, fascynację tym, co ich zniszczy. Postawę tę wyraża najpełniej zachowanie hrabiego Muffata, ślepo pożądającego Nany. Zola stworzył tę postać pod wpływem hrabiego Hulota z powieści Balzaka Kuzynka Bietka, pragnąc, by Muffat był Hulotem przeniesionym w epokę Cesarstwa.
Druga, jeszcze istotniejsza metafora, czyniła z Nany uosobienie II Cesarstwa jako całości. W momencie, gdy bohaterka umiera na ospę, pod jej oknami rozentuzjazmowani paryżanie wołają „Na Berlin!”, pewni zwycięstwa w nadchodzącej wojnie. Tymczasem Francja poniosła klęskę, a II Cesarstwo błyskawicznie upadło pod wpływem społecznych konfliktów, tak jak pod wpływem choroby znika uroda Nany, a następnie ona sama traci życie.
Nana nie miała jednolitego historycznego pierwowzoru. Zola zainspirował się jednak kilkoma postaciami znanych kurtyzan czasów Cesarstwa: Corą Pearl, Leonią Leblanc i Blanche d’Antigny.

## Recepcja
Nana od początku budziła sprzeczne emocje: od zachwytu realizmem i wnikliwością analizy po przerażenie i odrazę. Zola porównywany był z markizem de Sade’em, oskarżany o pornografię i bezcelowe lubowanie się w okropnościach. W lutym 1880 r. sprzedano 55 tys. egzemplarzy, co stanowiło ogólnofrancuską sensację. Pełni podziwu dla utworu byli bracia Goncourt oraz Gustaw Flaubert, który powiedział, iż Nana stała się mitem, nie przestając być prawdziwa.

## Adaptacje
- Sztuka teatralna napisana przez Emila Zolę i Williama Busnacha
- Nana w reżyserii Jeana Renoir z Catherine Hessling (1926)
- Nana w reżyserii Dorothy Arzner z Anną Sten (1934)
- Nana w reżyserii Christian-Jaque z Martine Carol (1955)
- serial telewizyjny brytyjski z Katherine Schofield z 1968
- serial telewizyjny francuski z Véronique Genest z 1981